# Rio Pecos
O rio Pecos é um rio da Região Sudoeste dos Estados Unidos da América, que banha os estados do Novo México e Texas. É o maior afluente do rio Grande.
Nasce nas montanhas a leste de Santa Fe (Novo México), corre através da parte oriental do estado antes de entrar no sudoeste do Texas, onde desemboca no rio Grande junto a Del Rio.
Na segunda metade do século XIX, a frase "West of the Pecos" (A oeste do Pecos) era usada como referência ao Oeste Selvagem.

## Imagens

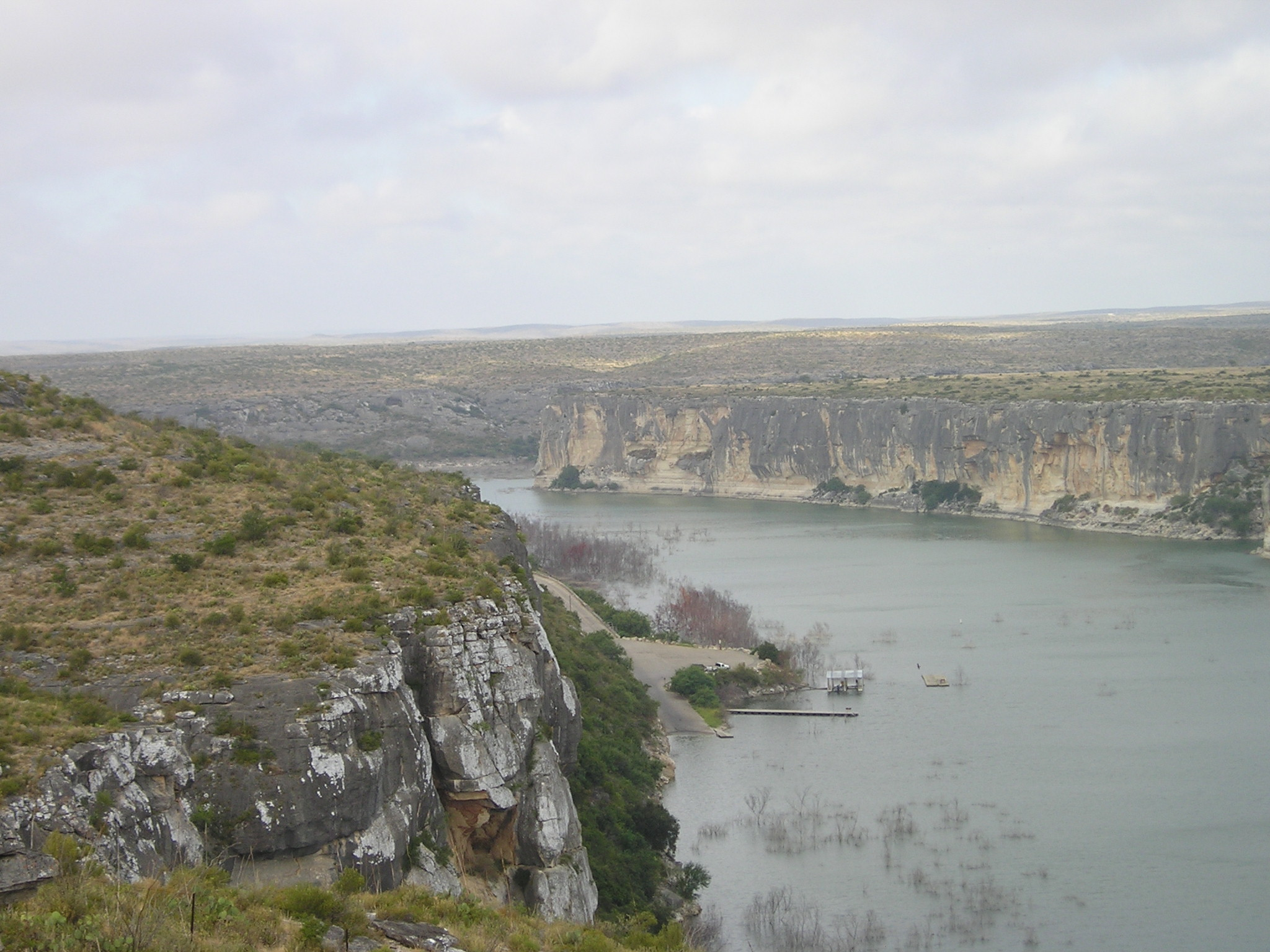
O Pecos perto do Rio Grande
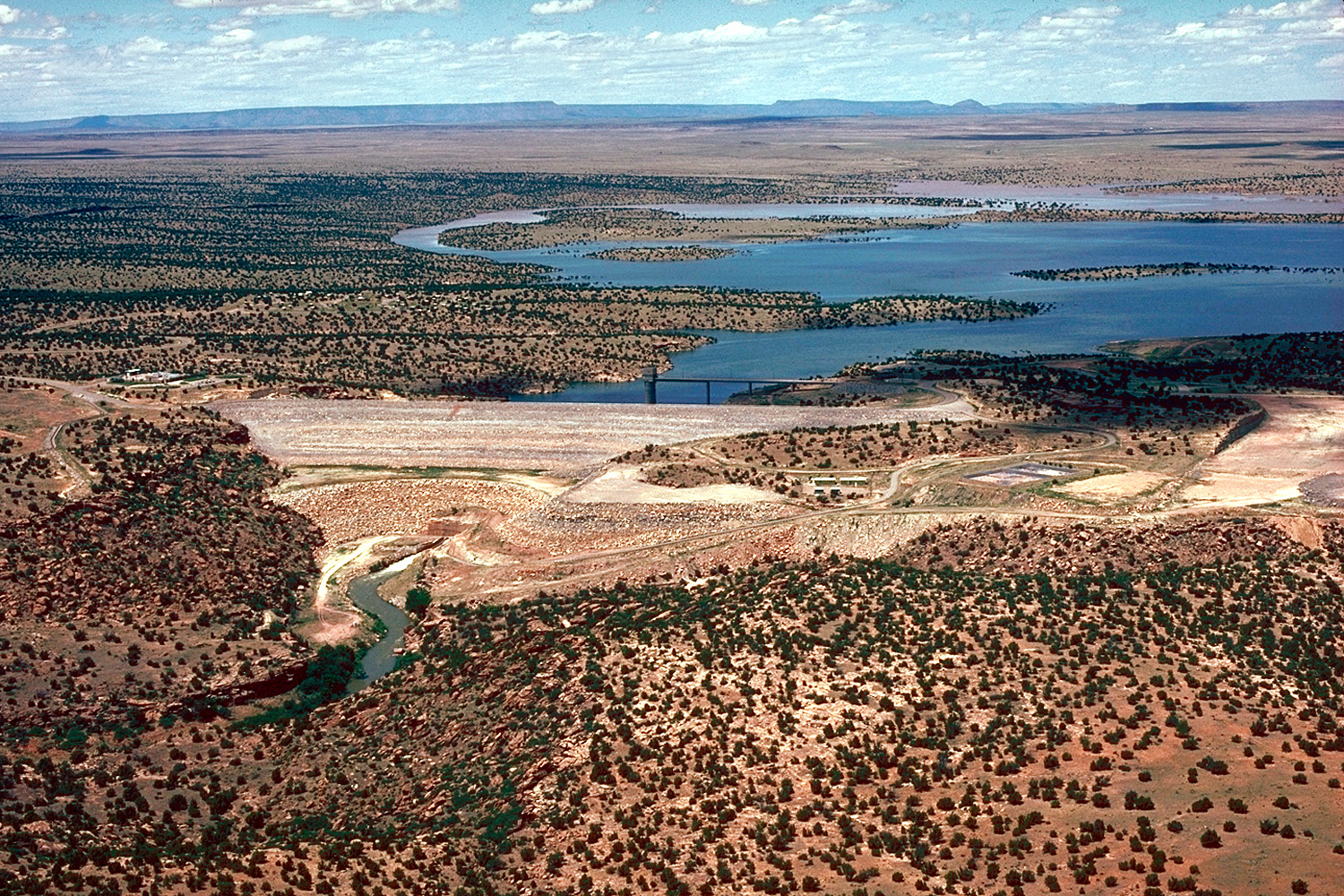
O Lago de Santa Rosa, no Pecos, condado de Guadalupe, Novo México